# Cuban Ballerina
Cuban Ballerina is het debuutalbum van de Amerikaanse punkband Dead to Me. Het werd uitgebracht op 11 juli 2006 door het punklabel Fat Wreck Chords. Het nummer "By The Throat" is ook te horen op de soundtrack van het computerspel Tony Hawk's Downhill Jam.

## Nummers
1. "Don't Lie" – 2:25
2. "By the Throat" - 2:23
3. "Still Heartbeat" - 2:01
4. "Something New" - 2:41
5. "Special Professional" - 2:22
6. "Cause of My Anger" - 2:27
7. "Splendid Isolation" - 2:21
8. "Writing Letters" - 2:49
9. "True Intentions" - 2:26
10. "Goodbye Regret" - 2:23
11. "Visiting Day" - 1:19

## Band
- Tyson "Chicken" Annicharico - zang, basgitaar
- Jack Dalrymple - gitaar, zang
- Brandon Pollack - gitaar
- Ian Anderson - drums